# لانس (پا-دو-کاله)
لانس (به فرانسوی: Lens) (تلفظ فرانسوی: [lɑ̃s] ()) شهری در شمال فرانسه واقع در شهرستان پا-دو-کاله در استان نور-پا-دو-کاله با جمعیت ۳۵٬۵۸۳ نفر در کشور فرانسه واقع شده‌است.

## نگارخانه

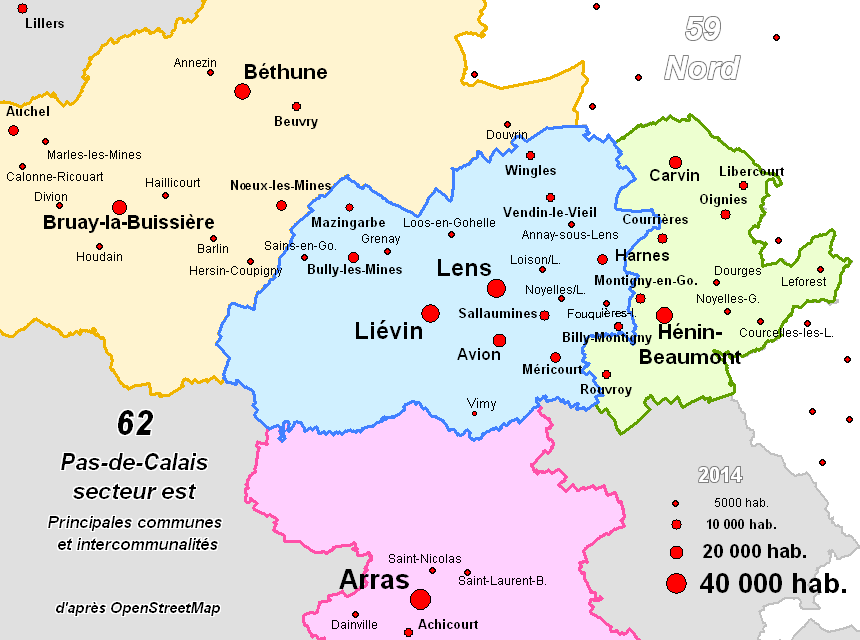
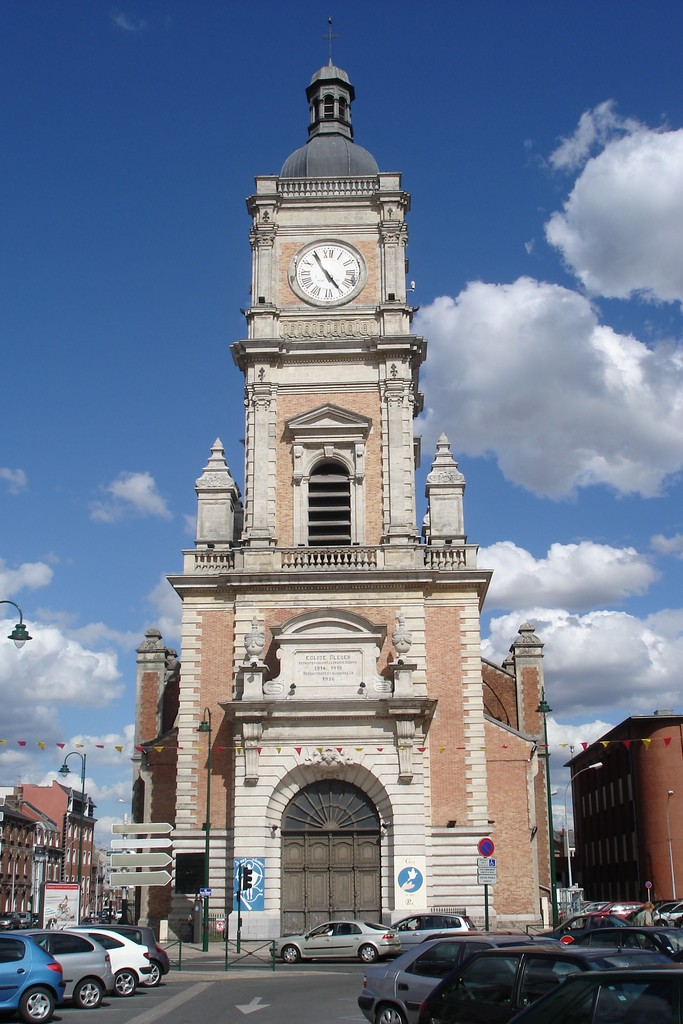
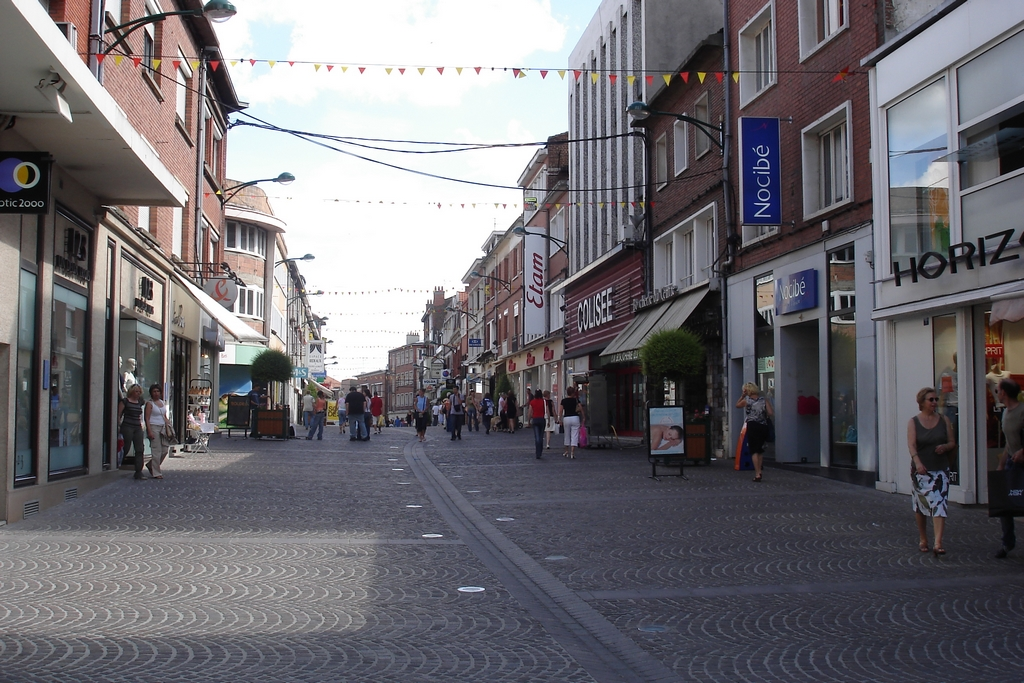